# Naszczokino (stacja kolejowa)
Naszczokino (ros. Нащёкино) – stacja kolejowa w miejscowości Isakowo, w rejonie siebieskim, w obwodzie pskowskim, w Rosji. Położona jest na linii Moskwa – Siebież.

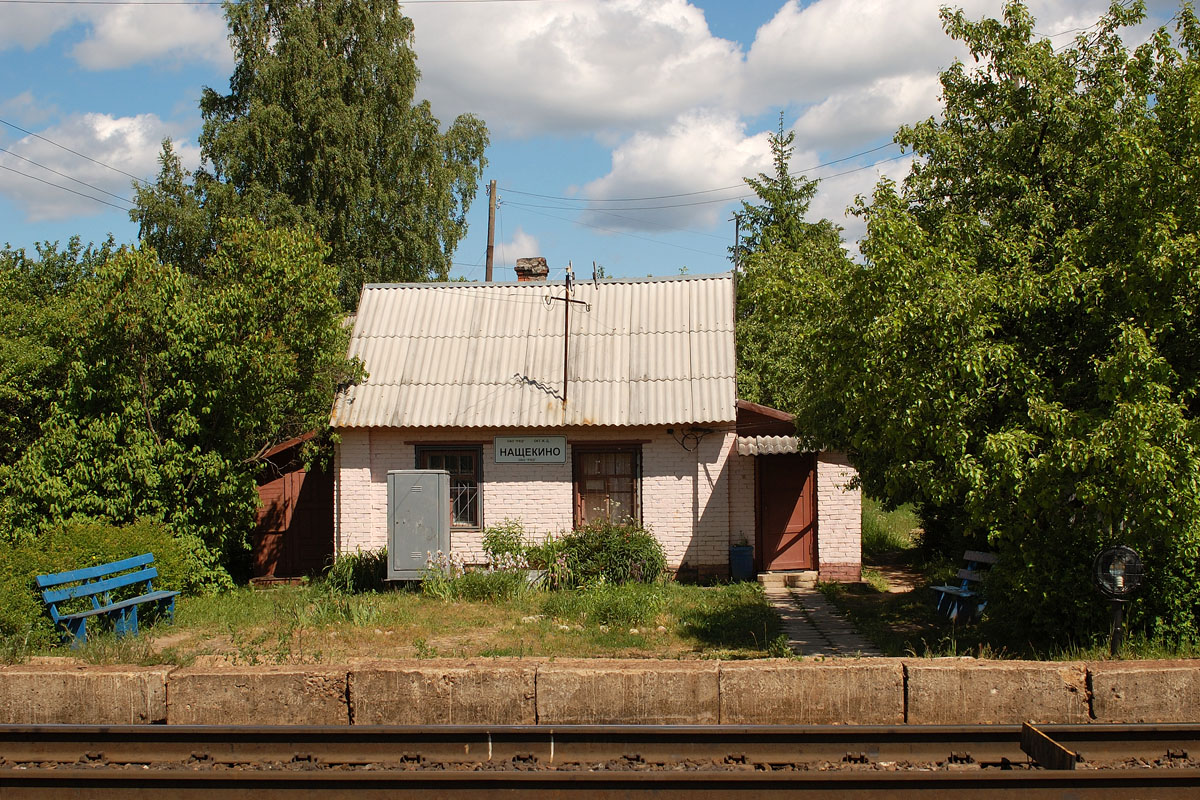
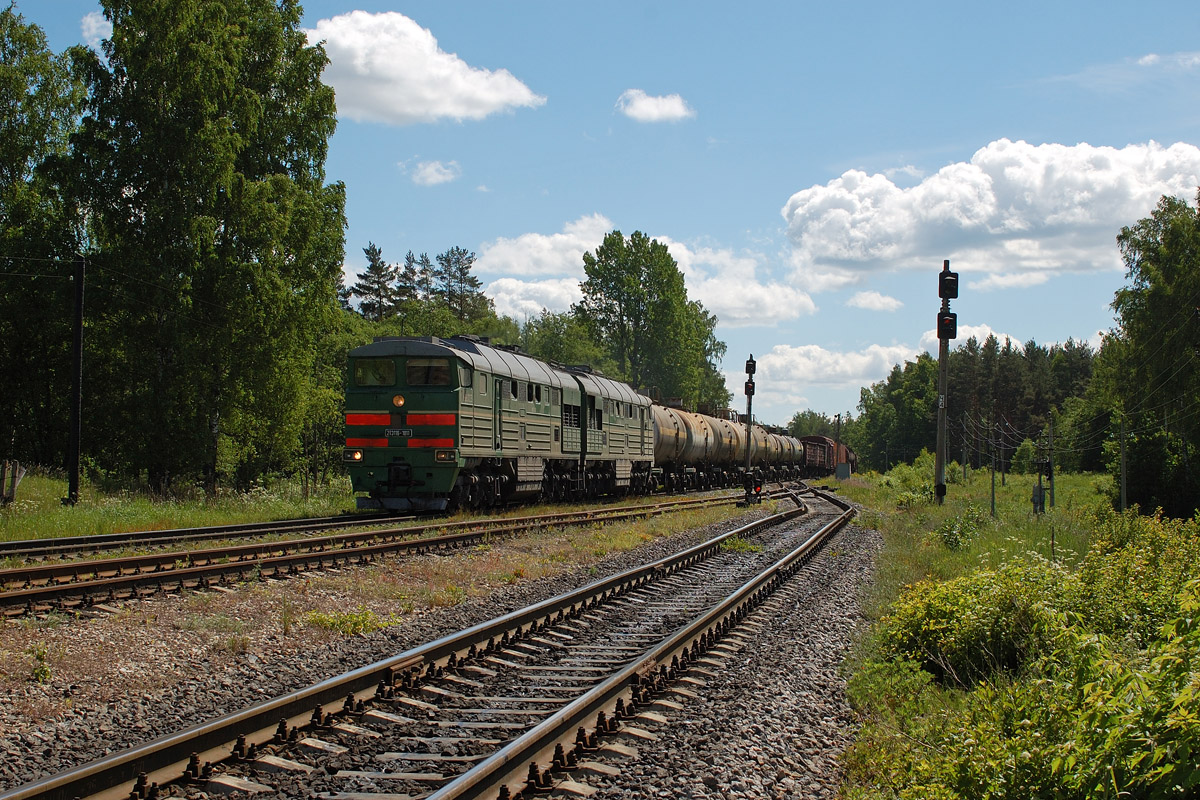
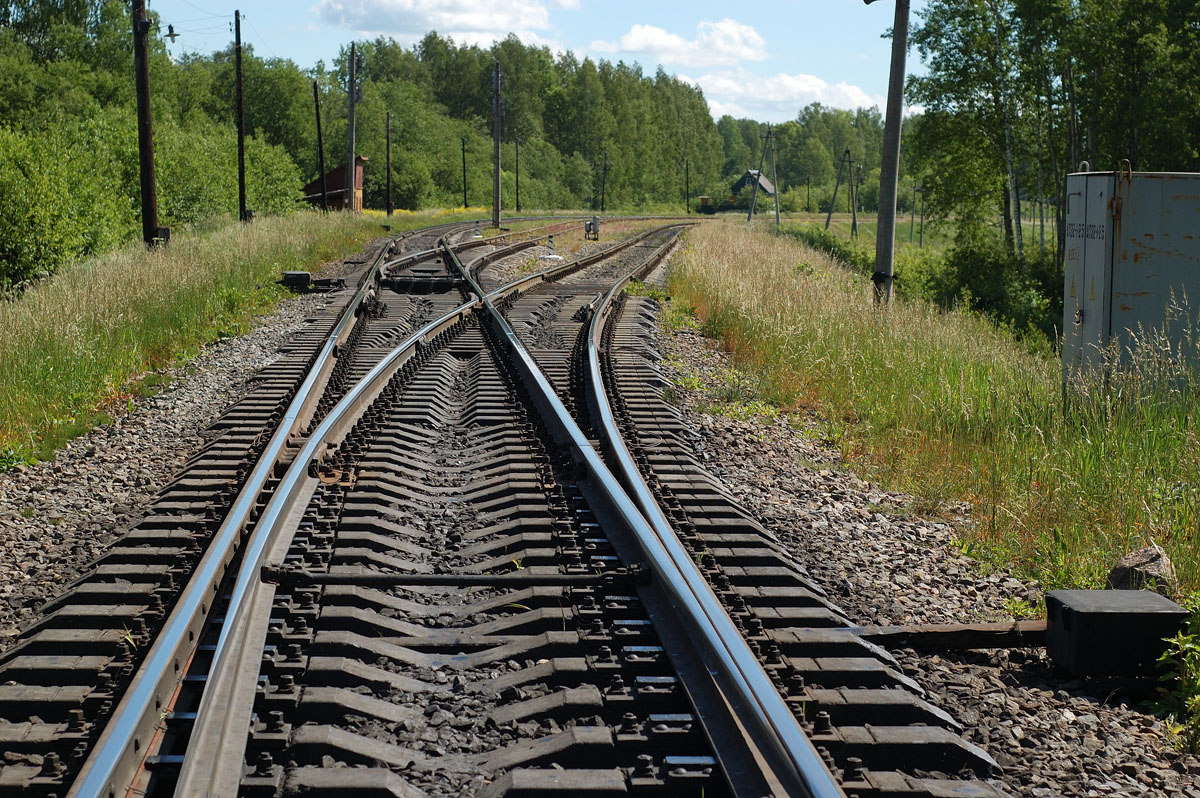